# الدبلوماسية الوقائية
الدبلوماسية الوقائية هي العمل الرامي إلى منع نشوء منازعات بين الأطراف، ومنع تصاعد المنازعات القائمة وتحولها إلى صراعات، ووقف انتشار هذه الصراعات عند وقوعها. ومهام الدبلوماسية الوقائية، يمكن أن يتولاها الأمين العام للأمم المتحدة شخصيا، أو عبر مجلس الأمن، أو الجمعية العامة، أو عبر الوكالات والبرامج المتخصصة للأمم المتحدة، أو عبر المنظمات الإقليمية. أحد الأمثلة على الدبلوماسية الوقائية هو بعثة الأمم المتحدة لحفظ السلام في مقدونيا (UNPREDEP) في الفترة 1995-1999. وهو أول عمل وقائي للأمم المتحدة. و وتشمل التدابير الوقائية: الإنذار المبكر للصراع، وتقصي الحقائق، وتدابير بناء الثقة، والنشر المبكر، والمساعدة الإنسانية، والمناطق منزوعة السلاح.